# Eugenio Puppo
Eugenio Puppo (Genova, 29 dicembre 1894 – ...) è stato un calciatore italiano, di ruolo portiere.

## Carriera
Formatosi calcisticamente presso lo Xaverian College di Brighton, gioca dal 1912 al 1914 nel Genoa.
Il suo esordio in rossoblu è datato 9 febbraio 1913, nella vittoria contro il Racing Libertas Club per cinque ad uno. La sua prima stagione con il Grifone, nella quale accumula due presenze, si conclude con il raggiungimento del secondo posto nella classifica finale, alle spalle dei campioni della Pro Vercelli.
Anche nella stagione seguente scende in campo in due occasioni, conquistando nuovamente il secondo posto, questa volta dietro il Casale.
Dopo il conflitto mondiale giocherà con il club ligure Busallese, con cui raggiunse il terzo posto del girone A di semifinale nella Promozione 1921-1922.